# Sweet Desire – Süßes Verlangen
Sweet Desire – Süßes Verlangen ist ein niederländischer Erotikfilm.

## Handlung
Belle ist neunzehn. Ihre große Leidenschaft ist Geigespielen während ihr ganzes Umfeld nur an Sex denkt. Ihre Mutter ist Sextherapeutin. Als sie am Konservatorium vorspielen will, hält ihr Geigenlehrer dies für keine gute Idee. Beim Vorspiel wird sie abgelehnt, da ihr die Leidenschaft fehlt. Daraufhin macht sie sich auf eine musikalische und sexuelle Entdeckungsreise in der Großstadt.

## Produktion
Bereits 2006 wurde der Film bei Spuiten & Slikken als frauenfreundlicher Erotikfilm angekündigt. Der Film wurde erstmals am 9. Oktober 2010 in Nederland 3 ausgestrahlt.

## Kritik
„Solide gespielte (Fernseh-)Produktion mit freizügigen Dialogen und einigen expliziten Sexszenen, fragwürdig durch die ungebrochene Gleichsetzung promiskuitiven Verhaltens mit künstlerischer Entfaltung.“